# Эберсдорф (Нижняя Саксония)
Эберсдорф (нем. Ebersdorf) — община в Германии, в земле Нижняя Саксония.
Входит в состав района Ротенбург-на-Вюмме. Подчиняется управлению Гестеквелле. Население составляет 1066 человек (на 31 декабря 2010 года). Занимает площадь 28,83 км².
Коммуна подразделяется на 3 сельских округа.